# Georges Hellebuyck
Georges Auguste Hellebuyck senior (* 21. August 1890 in Antwerpen; † 20. Februar 1975) war ein belgischer Segler.

## Erfolge
Georges Hellebuyck gewann bei den Olympischen Spielen 1920 in Antwerpen in der 8-Meter-Klasse nach der International Rule von 1919 die Bronzemedaille. Mit der Antwerpia V kam er in drei Wettfahrten stets hinter den beiden norwegischen Booten Sildra und Lyn auf dem dritten und damit auch letzten Platz ins Ziel. Skipper der Antwerpia V war Albert Grisar, zur Crew gehörten neben Hellebuyck noch Henri Weewauters, Willy de l’Arbre und Léopold Standaert.
Sein Sohn Georges Hellebuyck junior nahm an der olympischen Segelregatta 1948 teil.